# کاماتاری فوجیوارا
کاماتاری فوجیوارا (به ژاپنی: 藤原 釜足 Fujiwara Kamatari) بازیگر اهل ژاپن بود. فوجیوارا در بیش از ۷۰ فیلم از ۱۹۳۰ دههٔ تا ۱۹۸۴ ظاهر شد و علاوه بر این در بیش از ۵۰ فیلم تلویزیونی حضور داشت.
او در فیلم میکی وان بازی کرده است.